# Casey Jacobsen
Casey Jacobsen (Glendora, 19 de março de 1981) é um ex-jogador norte-americano de basquete profissional que atuou na  National Basketball Association (NBA). Foi o número 22 do Draft de 2002.